# Lijst van Dancesmashes in 1994
Deze hits waren Dancesmash op Radio 538 in 1994:
| Nr. | Bekendgemaakt op | Artiest                                           | Titel                            | Hoogste positie in Top 40 |
| --- | ---------------- | ------------------------------------------------- | -------------------------------- | ------------------------- |
| 1   | 1 april          | Melodie MC                                        | Free                             | tip15                     |
| 2   | 8 april          | Kuttin' Edge ft. Dale Joyner                      | I believe in you                 | Geen notering             |
| 3   | 15 april         | Corona                                            | The Rhythm of the Night          | 6                         |
| 4   | 22 april         | Klatsch!                                          | God save the queer               | tip14                     |
| 5   | 29 april         | JX                                                | Son of a gun                     | 35                        |
| 6   | 6 mei            | Motiv-8                                           | Rockin' for myself               | tip3                      |
| 7   | 13 mei           | Black Baron                                       | Girl, I love you so              | Geen notering             |
| 8   | 20 mei           | G-Spot                                            | Pleasure                         | tip19                     |
| 9   | 27 mei           | Prohibition ft. Harmonica Charlie The Unknown Man | Prohibition groove               | tip18                     |
| 10  | 3 juni           | T-Spoon                                           | Take me 2 the limit              | 9                         |
| 11  | 10 juni          | Two Men Will Move You                             | The goodbye thing                | Geen notering             |
| 12  | 17 juni          | Twenty 4 Seven ft. Stay-C & Nance                 | Leave them alone                 | 13                        |
| 13  | 24 juni          | Barbara Tucker                                    | Beautiful people                 | Geen notering             |
| 14  | 1 juli           | Lick ft. Kentucky Martha                          | Got to Move Your Body            | 20                        |
| 15  | 8 juli           | Kristine W                                        | Feel What You Want               | 4                         |
| 16  | 15 juli          | Shawn Christopher                                 | Make my love                     | tip2                      |
| 17  | 22 juli          | Club 69                                           | Sugar pie guy                    | Geen notering             |
| 18  | 29 juli          | Warren G & Nate Dogg                              | Regulate                         | 7                         |
| 19  | 5 augustus       | Sophia                                            | Gimme the night                  | tip4                      |
| 20  | 12 augustus      | Sabrina Johnston                                  | Satisfy my love                  | Geen notering             |
| 21  | 19 augustus      | Tony Di Bart                                      | Do it                            | tip4                      |
| 22  | 26 augustus      | Semper                                            | Forever                          | tip8                      |
| 23  | 2 september      | Position 69                                       | Your underwear                   | Geen notering             |
| 24  | 9 september      | Playahitty                                        | The summer is magic              | tip3                      |
| 25  | 16 september     | Tapp                                              | Shake that ass                   | 28                        |
| 26  | 23 september     | Reel 2 Real ft. The Mad Stuntman                  | Can you feel it                  | 22                        |
| 27  | 30 september     | Atlantic Ocean                                    | Music is a passion               | Geen notering             |
| 28  | 7 oktober        | Petol by Wobble U                                 | English rose                     | Geen notering             |
| 29  | 14 oktober       | DJ BoBo                                           | Let the dream come true          | 13                        |
| 30  | 21 oktober       | 20 Fingers ft. Gillette                           | Short dick man                   | 7                         |
| 31  | 28 oktober       | Donna Summer                                      | Melody of Love (Wanna Be Loved)  | tip3                      |
| 32  | 4 november       | Robin S                                           | Back it up                       | 36                        |
| 33  | 11 november      | Definition Of Joy                                 | Stay with me 4 ever              | 37                        |
| 34  | 18 november      | Shades of Rhythm                                  | Musical freedom                  | 38                        |
| 35  | 25 november      | 3rd Nation                                        | I believe                        | tip7                      |
| 36  | 2 december       | Kim Sanders                                       | Ride                             | tip6                      |
| 37  | 9 december       | Ideal                                             | Hot (Keep the fire burning baby) | tip4                      |
| 38  | 16 december      | Hidden Agenda ft. Kim Payton                      | Story of my life                 | Geen notering             |
| 39  | 23 december      | Fatima Rainey                                     | Love is a wonderful thing        | tip3                      |
| 40  | 30 december      | Barbara Tucker                                    | I get lifted                     | Geen notering             |

1994 ·
1995 ·
1996 ·
1997 ·
1998 ·
1999 ·
2000 ·
2001 ·
2002 ·
2003 ·
2004 ·
2005 ·
2006 ·
2007 ·
2008 ·
2009 ·
2010 ·
2011 ·
2012 ·
2013 ·
2014 ·
2015 ·
2016 ·
2017 ·
2018 ·
2019 ·
2020 ·
2021 ·
2022 ·
2023 ·
2024 ·
2025